# Соната для клавира № 10 (Моцарт)
Соната для клавира № 10 до мажор, K.330/300h — соната, сочинённая Вольфгангом Амадеем Моцартом в 1783 году в Вене, когда композитору было двадцать семь лет. Эта соната является первой в цикле сонат для клавира K.330 — 332. Впервые соната была опубликована вместе с двумя другими сонатами в 1784 году в Вене издательством «Artaria». Средняя продолжительность исполнения составляет около двадцати минут. Эта соната считается одной из самых популярных сонат Моцарта.
Оригинал рукописи Моцарта сейчас хранится в Библиотеке Ягеллонского университета в Кракове. Последняя страница рукописи отсутствует.

## Структура
Соната состоит из трёх частей:
1. Allegro moderato
2. Andante cantabile
3. Allegretto

### I: Allegro moderato
Исполнение первой части, как правило, занимает около девяти минут. Длительность части во многом зависит от того, исполняются ли репризы, или нет. В этой части присутствуют две четкие основные темы, которые были оформлены с использованием орнамента, как это было характерно для того времени.
Часть состоит из экспозиции, развития темы и репризы.
Первая тема находится в До мажорной тонике и модулирует к доминанте Соль мажор для экспозиции второй темы. Развитие происходит более интенсивно и содержит больше модуляций. В репризе слышится первая тема, снова в До мажоре. Затем музыка опять модулирует в Соль мажор, а затем возвращается к До мажору для репризы второй темы в тонике.

### II: Andante cantabile
Вторая часть требует для исполнения от пяти до семи минут. Примечательно окончание части, которое  Моцарт добавил в первое венское прижизненное издание. В автографе часть заканчивалась повторением репризы, в публикации 1784 года была добавлена упомянутая кода.

### III: Allegretto
Третья часть является наиболее энергичной среди остальных частей сонаты. Исполнение длится от трех до пяти минут. Для аккомпанемента здесь характерно использование арпеджио. Последний лист автографа утерян.

## Сноски
1. ↑  Источник. Дата обращения: 20 октября 2014. Архивировано 26 июня 2013 года.